# Bờ Đông Hoa Kỳ

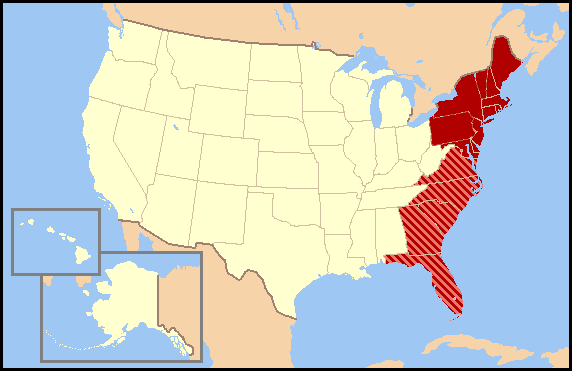
Các định nghĩa về vùng này thì phức tạp theo từng nguồn. Các tiểu bang màu đỏ đậm thường được tính vào vùng này trong khi một phần hay toàn bộ các tiểu bang màu đỏ sọc có thể hoặc không có thể được xem là thuộc Đông Duyên hải Hoa Kỳ.

Bờ Đông Hoa Kỳ, bờ Đông nước Mỹ hay Đông Duyên hải Hoa Kỳ (tiếng Anh: East Coast of the United States; hay còn gọi là "Eastern Seaboard" hoặc "Atlantic Seaboard") là những thuật ngữ dùng để chỉ các tiểu bang duyên hải ở bờ đông giáp với Đại Tây Dương, nằm ở khoảng giữa và phía bắc Hoa Kỳ và kéo dài lên đến biên giới với Canada. Theo nghĩa địa lý, thuật ngữ Eastern Seaboard thường được dùng rộng rãi hơn; theo cách phổ thông thì thuật ngữ "East Coast" thường được sử dụng nhiều nhất, đặc biệt là để chỉ phân nửa phía bắc của vùng này mà còn được biết là đông bắc Hoa Kỳ. Nửa phía nam của vùng này thường được xem là thuộc Nam Hoa Kỳ hay Đông Nam Hoa Kỳ hơn. Các thành phố lớn gồm có Washington, Thành phố New York, Newark, Philadelphia, Pittsburgh, Boston, Baltimore, Richmond, Raleigh, Charlotte, Atlanta, Jacksonville và Miami. Dân số của vùng kéo dài từ Florida đến Maine là khoảng 111.508.688 (khoảng 36% tổng dân số quốc gia).

## Các tiểu bang bao gồm
Thuật ngữ Đông Duyên hải thường có liên quan với đông bắc Hoa Kỳ và Các tiểu bang Trung-Đại Tây Dương, đặc biệt là về khái niệm văn hoá như "Eastern college" (đại học miền đông) hay "East-coast liberal" (người theo chủ nghĩa tự do đông duyên hải). Các tiểu bang thường bao gồm là Maryland, Delaware, Pennsylvania, New Jersey, và New York, các tiểu bang thuộc vùng Tân Anh Cát Lợi, và Đặc khu Columbia. Phần Đông Nam của duyên hải này từ nam Virginia đến Florida thì đặc trưng có liên quan văn hoá với vùng Nam Hoa Kỳ lớn hơn. "Đông Duyên hải" cũng còn dùng để chỉ dải đô thị hoá cao nằm dọc theo duyên hải từ Boston đến Washington, D.C., được biết như là "Hàng lang đông bắc", một định nghĩa không bao gồm các khu vực ít người thuộc vùng nằm phía trên của tiểu bang New York, tây Pennsylvania và bắc Tân Anh Cát Lợi.